# 诺伊勒
诺伊勒是德国巴登-符腾堡州的一个市镇。总面积36.27平方公里，总人口3143人，其中男性1596人，女性1547人（2011年12月31日），人口密度87人/平方公里。